# 김예지 (사격 선수)
김예지(金藝智, 1992년 9월 4일~)는 대한민국의 사격 선수로 주 종목은 권총이다. 2024년 하계 올림픽 여자 10 m 공기권총 종목에서 은메달을 획득했다.

## 경력
충청북도 단양 출신으로 단양중학교와 충북체육고등학교를 졸업했다.
충북체고 재학 시절인 2010년 독일 뮌헨에서 열린 세계 주니어 선수권 대회에 참가했으며 개인전에서 동메달을 획득했고 단체전에서 금메달을 획득했다.
2024년 5월 아제르바이잔 바쿠에서 열린 월드컵에서 여자 25 m 공기권총 세계 기록을 세우고 우승했다. 같은 해 7월에는 프랑스 파리에서 열린 2024년 하계 올림픽에 참가했으며 여자 10 m 공기권총 종목에서 241.3점을 기록하면서 대표팀 동료인 오예진의 뒤를 이어 은메달을 획득했다.